# Eduard Mudrik
Eduard Mudrik, rusky Эдуард Николаевич Мудрик, (18. července 1939 Starobilsk – 27. března 2017 Moskva) byl ruský fotbalista, obránce, jenž reprezentoval někdejší Sovětský svaz.

## Fotbalová kariéra
V nejvyšší soutěži Sovětského svazu hrál za FK Dynamo Moskva. Nastoupil ve 172 ligových utkáních a dal 3 góly. V letech 1959 a 1963 vyhrál s Dynamem sovětský titul. Za reprezentaci Sovětského svazu nastoupil v letech 1963–1964 v 8 utkáních a dal 1 gól. Byl členem reprezentace Sovětského svazu na mistrovství Evropy ve fotbale 1964, získal s týmem stříbrnou medaili za 2. místo, nastoupil ve 2 utkáních.

## Ligová bilance
| Ročník                               | Zápasy | Góly | Klub             |
| ------------------------------------ | ------ | ---- | ---------------- |
| Sovětská fotbalová Vysšaja liga 1959 | 2      | 0    | FK Dynamo Moskva |
| Sovětská fotbalová Vysšaja liga 1960 | 17     | 0    | FK Dynamo Moskva |
| Sovětská fotbalová Vysšaja liga 1961 | 4      | 0    | FK Dynamo Moskva |
| Sovětská fotbalová Vysšaja liga 1962 | 22     | 0    | FK Dynamo Moskva |
| Sovětská fotbalová Vysšaja liga 1963 | 35     | 2    | FK Dynamo Moskva |
| Sovětská fotbalová Vysšaja liga 1964 | 30     | 0    | FK Dynamo Moskva |
| Sovětská fotbalová Vysšaja liga 1965 | 30     | 0    | FK Dynamo Moskva |
| Sovětská fotbalová Vysšaja liga 1966 | 23     | 1    | FK Dynamo Moskva |
| Sovětská fotbalová Vysšaja liga 1967 | 0      | 0    | FK Dynamo Moskva |
| Sovětská fotbalová Vysšaja liga 1968 | 9      | 0    | FK Dynamo Moskva |
| CELKEM 1. liga                       | 172    | 3    |                  |